# Dysodia derufata
Dysodia derufata är en fjärilsart som beskrevs av W. Warren 1908. Dysodia derufata ingår i släktet Dysodia och familjen Thyrididae. Inga underarter finns listade i Catalogue of Life.